# پاتاگوتایتان
پاتاگوتایتان یا پاتاگوتیتان (به انگلیسی: patagotitan) یکی از بزرگترین جانوران روی زمین بوده و
مانند سایر ساوروپودهای تیتانوسور، پاتاگوتیتان یک گیاهخوار چهار ضلعی با گردن و دم بلند بود و به دلیل بزرگ بودن آن قابل توجه است. در گزارش‌های خبری در سال ۲۰۱۴، تخمین اندازه ۴۰ متر طول (۱۳۱ فوت) با وزن ۷۷ تن (۸۵ تن) اعلام شده‌است. رایلی بلک نویسنده علوم در سال ۲۰۱۴ هشدار داده بود که هنوز هم خیلی زود ارزیابی‌های اندازه‌گیری با اطمینان علمی مطلوب انجام شده‌است. در سال ۲۰۱۷ توصیف گونه‌های شهرداری پاتاگوتیتان منتشر شده‌است که طول ۳۷ متر (۱۲۱ فوت) طول، با وزن تقریبی ۶۹ تن (۷۶ تن) در هنگام استفاده از یک معادله مقیاس گذاری، و ۴۴٫۲–۷۷٫۶٫۶ تن (۴۳٫۵–۷۶٫۴ تن طولانی؛ ۴۸٫۷–۸۵٫۵ تن کوتاه) تخمین زده‌است. هنگام استفاده از روش حجمی بر اساس مدل‌های اسکلتی سه بعدی. در سال ۲۰۱۹ گرگوری پاول، پاتاگوتیتان را به طول ۳۱ متر (۱۰۲ فوت) در طول و ۵۰–۵۵ تن (۴۹–۵۴ تن طولانی؛ ۵۵–۶۱ تن کوتاه) در وزن با استفاده از مدل‌های حجمی ذکر کرد، و آن را کوچکتر کرد از آرژانتینوسوروس که در وزن ۳۵ متر (۱۱۵ فوت) یا بیشتر و ۶۵–۷۵ تن (۶۴–۷۴ تن طولانی، ۷۴–۸۳ تن کوتاه) برآورد شد.